# Tao Feng: Fist of the Lotus
Tao Feng: Fist of the Lotus est un jeu vidéo de combat en 3D sorti sur Xbox en 2003. 

## Système de jeu
Il met en scène différents combattant qui doivent tout faire pour arriver à mettre l'adversaire KO. Pour cela le joueur peut notamment projeter son opposant contre les objets du décor.

## Accueil
- Jeux Vidéo Magazine : 8/20[1]
- Jeuxvideo.com : 11/20[2]